# Monte Néry
Il Mont Néry (pron. fr. AFI: [mɔ̃ neʁi]; Neryschthuare nella variante Töitschu della lingua walser) (3.075 m s.l.m.) è una montagna delle Alpi del Monte Rosa nelle Alpi Pennine. Si trova in Valle d'Aosta lungo lo spartiacque tra la Valle del Lys e la Val d'Ayas.

## Toponimo

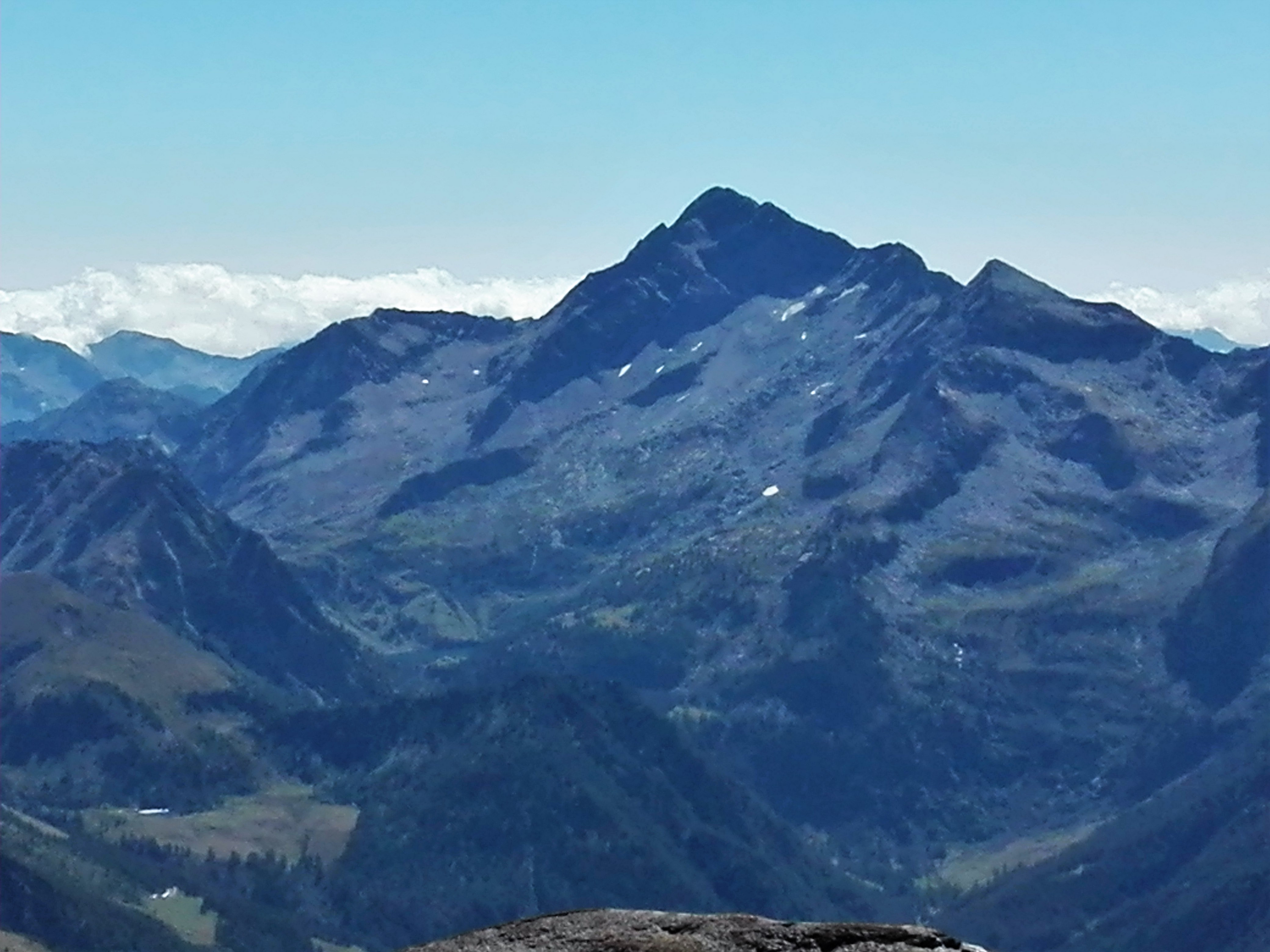
La montagna vista dal Corno Bussola.

Questo monte presenta diversi toponimi:
- Mont Néry, il più conosciuto;
- Neryschthuare, in Töitschu;
- Pic de Marie a Gaby;
- Marienhorn a Gressoney-Saint-Jean;
- Pointe Isamsée a Challand;
- Becca Frudière o Freudire a Brusson[2], italianizzata in Becca Frudiera (assai raro).

## Ascensione
La via normale di salita alla vetta parte dall'abitato di Challand-Saint-Anselme e consiste nel salire il Vallone Chasten e poi il monte per la cresta ovest.